# Saltos ornamentais nos Jogos Olímpicos de Verão de 2012 - Trampolim 3 m individual masculino
A competição de saltos ornamentais na modalidade trampolim 3 metros maculino foi disputada nos dias 6 e 7 de agosto no Centro Aquático, em Londres.
A competição de saltos ornamentais é composta de 3 fases. Na primeira, os 29 atletas executam seis saltos. Os 18 atletas mais bem colocados se classificam para as semifinais. Novamente, cada atleta executa seis saltos e os 12 mais bem colocadas avançam para as finais. A cada nova fase, os resultados da fase anterior são desconsiderados. Nas finais, as atletas executam mais seis saltos.
Cada salto é avaliado por sete juízes, com notas de zero a dez e incremento de meio (0,5) ponto. A pontuação abaixo de 7,0 e acima de 9,5 são raros. Dessas sete notas, são descartadas a nota mais baixa e a mais alta. As demais notas são somadas, multiplicadas por 0,6 e depois multiplicada pelo grau de dificuldade do salto. Este é o valor atribuído ao salto.

## Medalhistas
| Ouro   | RUS Ilya Zakharov |
| Prata  | CHN Qin Kai       |
| Bronze | CHN He Chong      |

## Resultados
| Pos.              | Atleta                    | Preliminar             | Preliminar             | Semifinal              | Semifinal              | Final                  | Final                  | Final                  | Final                  | Final                  | Final                  | Final                  | Final                  |
| Pos.              | Atleta                    | Pontos                 | Pos.                   | Pontos                 | Pos.                   | 1º salto               | 2º salto               | 3º salto               | 4º salto               | 5º salto               | 6º salto               | Pontos                 | Pos.                   |
| ----------------- | ------------------------- | ---------------------- | ---------------------- | ---------------------- | ---------------------- | ---------------------- | ---------------------- | ---------------------- | ---------------------- | ---------------------- | ---------------------- | ---------------------- | ---------------------- |
| Medalha de ouro   | RUS Ilya Zakharov         | 507.65                 | 1                      | 505.60                 | 2                      | 85.00                  | 91.00                  | 89.25                  | 86.70                  | 99.45                  | 104.50                 | 555.90                 | 1                      |
| Medalha de prata  | CHN Qin Kai               | 451.60                 | 11                     | 500.35                 | 3                      | 81.00                  | 86.70                  | 96.25                  | 91.80                  | 96.90                  | 89.10                  | 541.75                 | 2                      |
| Medalha de bronze | CHN He Chong              | 500.90                 | 2                      | 510.15                 | 1                      | 72.00                  | 81.60                  | 89.25                  | 85.00                  | 98.80                  | 97.50                  | 524.15                 | 3                      |
| 4                 | GER Patrick Hausding      | 477.15                 | 4                      | 485.55                 | 6                      | 76.50                  | 75.95                  | 87.75                  | 76.50                  | 94.50                  | 94.35                  | 505.55                 | 4                      |
| 5                 | USA Troy Dumais           | 486.60                 | 3                      | 490.55                 | 5                      | 83.70                  | 84.15                  | 76.50                  | 81.60                  | 88.40                  | 88.40                  | 498.35                 | 5                      |
| 6                 | MEX Yahel Castillo        | 475.25                 | 5                      | 499.65                 | 4                      | 86.70                  | 85.00                  | 95.00                  | 89.25                  | 72.00                  | 64.75                  | 492.70                 | 6                      |
| 7                 | AUS Ethan Warren          | 441.50                 | 15                     | 456.85                 | 11                     | 72.00                  | 68.20                  | 91.20                  | 86.70                  | 89.25                  | 81.60                  | 488.95                 | 7                      |
| 8                 | UKR Illya Kvasha          | 470.25                 | 6                      | 478.60                 | 7                      | 78.20                  | 68.40                  | 79.20                  | 82.25                  | 67.50                  | 86.70                  | 462.25                 | 8                      |
| 9                 | GBR Chris Mears           | 436.05                 | 18                     | 461.00                 | 9                      | 72.00                  | 58.50                  | 74.25                  | 78.20                  | 56.10                  | 100.70                 | 439.75                 | 9                      |
| 10                | MAS Yeoh Ken Nee          | 452.60                 | 10                     | 441.65                 | 12                     | 79.05                  | 78.20                  | 49.50                  | 79.20                  | 76.50                  | 75.00                  | 437.45                 | 10                     |
| 11                | CAN Alexandre Despatie    | 458.55                 | 9                      | 472.80                 | 8                      | 72.00                  | 80.85                  | 81.00                  | 83.30                  | 74.10                  | 22.10                  | 413.35                 | 11                     |
| 12                | ESP Javier Illana         | 460.35                 | 8                      | 458.05                 | 10                     | 70.50                  | 86.70                  | 55.10                  | 42.00                  | 35.70                  | 81.60                  | 371.60                 | 12                     |
| 13                | CAN François Imbeau-Dulac | 449.30                 | 12                     | 440.20                 | 13                     | —                      | —                      | —                      | —                      | —                      | —                      | —                      | —                      |
| 14                | RUS Evgeny Kuznetsov      | 440.95                 | 16                     | 437.70                 | 14                     | —                      | —                      | —                      | —                      | —                      | —                      | —                      | —                      |
| 15                | FRA Matthieu Rosset       | 445.15                 | 13                     | 422.50                 | 15                     | —                      | —                      | —                      | —                      | —                      | —                      | —                      | —                      |
| 16                | UKR Oleksiy Pryhorov      | 439.80                 | 17                     | 414.15                 | 16                     | —                      | —                      | —                      | —                      | —                      | —                      | —                      | —                      |
| 17                | BRA César Castro          | 441.90                 | 14                     | 388.40                 | 17                     | —                      | —                      | —                      | —                      | —                      | —                      | —                      | —                      |
| 18                | USA Chris Colwill         | 461.35                 | 7                      | 339.80                 | 18                     | —                      | —                      | —                      | —                      | —                      | —                      | —                      | —                      |
| 19                | MAS Huang Qiang           | 433.85                 | 19                     | —                      | —                      | —                      | —                      | —                      | —                      | —                      | —                      | —                      | —                      |
| 20                | ITA Michele Benedetti     | 433.05                 | 20                     | —                      | —                      | —                      | —                      | —                      | —                      | —                      | —                      | —                      | —                      |
| 21                | COL Sebastián Villa       | 414.90                 | 21                     | —                      | —                      | —                      | —                      | —                      | —                      | —                      | —                      | —                      | —                      |
| 22                | FRA Damien Cely           | 413.30                 | 22                     | —                      | —                      | —                      | —                      | —                      | —                      | —                      | —                      | —                      | —                      |
| 23                | MEX Daniel Islas Arroyo   | 410.60                 | 23                     | —                      | —                      | —                      | —                      | —                      | —                      | —                      | —                      | —                      | —                      |
| 24                | ITA Tommaso Rinaldi       | 400.00                 | 24                     | —                      | —                      | —                      | —                      | —                      | —                      | —                      | —                      | —                      | —                      |
| 25                | VEN Robert Páez           | 382.60                 | 25                     | —                      | —                      | —                      | —                      | —                      | —                      | —                      | —                      | —                      | —                      |
| 26                | GRE Stefanos Paparounas   | 366.10                 | 26                     | —                      | —                      | —                      | —                      | —                      | —                      | —                      | —                      | —                      | —                      |
| 27                | GBR Jack Laugher          | 330.00                 | 27                     | —                      | —                      | —                      | —                      | —                      | —                      | —                      | —                      | —                      | —                      |
| 28                | VEN Edickson Contreras    | 301.45                 | 28                     | —                      | —                      | —                      | —                      | —                      | —                      | —                      | —                      | —                      | —                      |
| –                 | GER Stephan Feck          | Não completou a prova* | Não completou a prova* | Não completou a prova* | Não completou a prova* | Não completou a prova* | Não completou a prova* | Não completou a prova* | Não completou a prova* | Não completou a prova* | Não completou a prova* | Não completou a prova* | Não completou a prova* |

* Feck recebeu uma nota zero depois da execução de seu segundo salto, quando mergulhou na água com as costas. Ele voltou mais tarde para o terceiro salto, mas se sentindo mal, não retornou para executar os saltos restantes.